# 槻本老
槻本 老（つきもと の おゆ）は、奈良時代の官人。姓は公。槻本石村の子。官位は外従五位下・右兵衛佐。

## 出自
『新撰姓氏録』によれば、坂田氏は応神天皇の末裔であった。天武天皇の時代に、坂田氏の人間で出家をして信正を名乗った人物がおり、彼は近江国槻本公転戸の娘との間に槻本石村という息子をもうけ、石村は母の氏姓を名乗ったという。その子が槻本老であった。
なお、槻本公については、太田亮の『姓氏家系大辞典』第2巻に「近江の古族なり。或は第2項、第3項（東漢氏の一族を自称した槻本連）と同族か」、「皇別槻本公、近江応神帝の裔息長氏の族なれど、前項氏を冒せるなり」とある。

## 経歴
天平21年（749年）无位・越前国足羽郡擬主帳の官位にあったが、造東大寺史生・生江東人らと共に東大寺野占使として東大寺領荘園の占定に携わった。
その後、光仁天皇に古くから仕えてその旧臣と呼ばれた。また老は山部親王（後の桓武天皇）に対しても心を尽くして奉仕し、陰ながら補佐していきたいとの志を持っていた。当時の皇太子・他戸親王と皇后・井上内親王は老が山部親王と親しい関係にあることを聞くと、激怒して老を何度も呼び出して責め苛んだ。宝亀3年（772年）井上皇后巫蠱事件（光仁天皇に対する井上内親王の呪詛疑惑）が発生すると、老は事件を調査して多くの罪状を露わにし、これにより母子ともに皇后・皇太子を廃されるに至った。光仁朝末の宝亀9年（778年）外従五位下・右兵衛佐に叙任された。
没後の延暦22年（803年）になって、老の生前の功労に報いるために桓武天皇は老の子息である奈弖麻呂・豊人・豊成兄弟に対して内位への叙位を行うと共に、槻本公から坂田宿禰への改姓を許している。

## 官歴
注記のないものは『続日本紀』による。
- 天平21年（749年） 5月：見越前国足羽郡擬主帳[4]
- 時期不詳：正六位上
- 宝亀9年（778年） 正月16日：外従五位下。3月10日：右兵衛佐

## 系譜
- 父：槻本石村[5]
- 母：不詳
- 生母不明の子女
  - 男子：坂田奈弖麻呂（?-818）
  - 男子：坂田豊人
  - 男子：坂田豊成
  - 女子：坂田奈弖麻呂室